# Cortes de Baza
Cortes de Baza est une commune de la communauté autonome d'Andalousie, dans la province de Grenade, en Espagne.

## Géographie

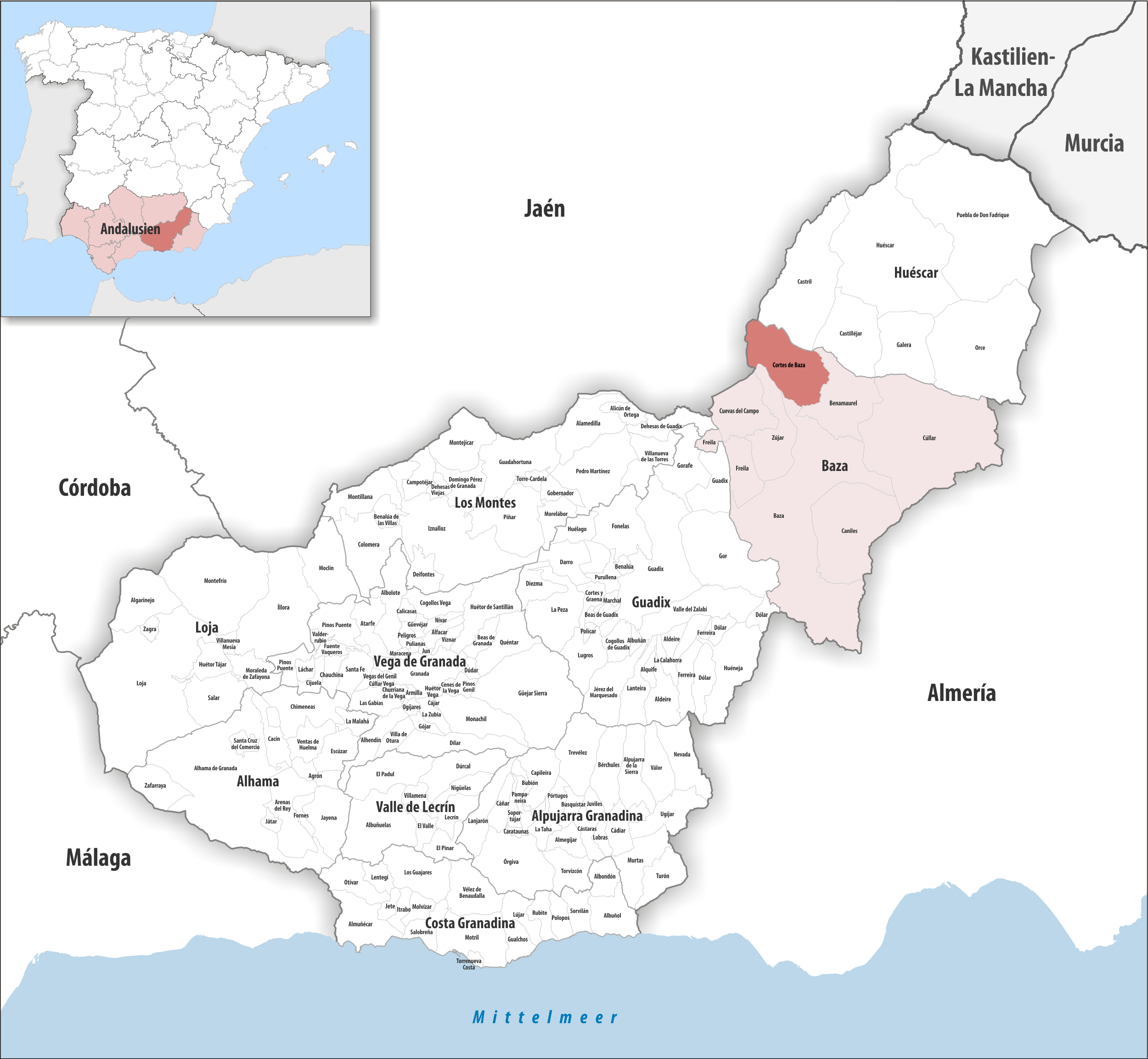
Cortes de Baza dans la comarque de Baza, province de Grenade / en Andalousie

### Localisation
La commune de Cortes de Baza se trouve dans le sud-est de l'Espagne, dans la partie nord de la province de Grenade et dans le nord de la comarque de Baza.
Grenade est à 118 km sud-ouest ;
Almería (le plus proche accès à la mer) à 142 km sud-sud-est ;
Madrid à 429 km nord ;
Gibraltar à 373 km sud-ouest (distances par route).

### Communes voisines
Cortes de Baza jouxte Castilléjar au nord-est seulement par un quadripoint.

### Hydrographie
Le Castril entre sur la commune par le nordn venant de la commune de Castril, et la traverse tout du long jusqu'au sud où il passe sur Benamaurel.

### Généralités
Villages sur la commune : Campo Cámara (es), Los Laneros, Las Cucharetas (es), La Teja (es) y La Ermita (es).
Au nord, la limite de commune avec Peal de Becerro et environ 2 km de la limite de commune avec Pozo Alcón sont limitrophes au parc naturel des sierras de Cazorla, Segura et las Villas.

## Administration
| Période                                  | Période | Identité | Étiquette | Qualité |
| ---------------------------------------- | ------- | -------- | --------- | ------- |
| N/A                                      | N/A     | N/A      | N/A       | Maire   |
| Les données manquantes sont à compléter. |         |          |           |         |

## Lieux et monuments
- Tour de La Cañada (es)[3],[4] ou Atalaya de la Cañada, environ 1,5 km au sud-est de Cortes de Baza[5]